# Трофимов, Андрей Леонидович
Андре́й Леони́дович Трофи́мов (род. 27 апреля 1945) — советский и российский дипломат. Чрезвычайный и полномочный посол Российской Федерации в Непале (2005—2010).

## Биография
В 1972 году окончил Московский государственный институт международных отношений. Владеет английским языком.
На дипломатической службе с 1972 года Работал на различных дипломатических должностях в центральном аппарате МИД и за рубежом. Выезжал в длительные командировки в Нидерланды, Ирландию, Новую Зеландию и Австралию. С 2000 года — начальник отдела Департамента кадров.
С 3 марта 2005 по 8 ноября 2010 года — чрезвычайный и полномочный посол России в Непале.
Имеет дипломатический ранг чрезвычайного и полномочного посланника 2 класса (13 апреля 1999).
С ноября 2010 года на пенсии.